# Google Clips
O Google Clips é uma pequena câmera que pode ser acoplada em superfícies, dispositivo desenvolvido pelo Google. Foi anunciado durante um evento do Google, o Google I/O, em 4 de outubro de 2017. Ele foi lançado para venda em 27 de janeiro de 2018.
Com um LED piscando que indica que está gravando, o Google Clips automaticamente captura clipes de momentos dos vídeos de acordo com o algoritmo de aprendizado de máquina que decidem se o momento é relevante ou interessante.
Ele tem um armazenamento interno de 16 Gb e pode gravar clipes de até 3 horas.
Esta câmera tem um preço de 249 dólares nos Estados Unidos.

## Recepção
The Independent escreveu que o Google Clips é "um impressionante dispositivo pequeno, mas que também tem o potencial para parecer muito assustador."